# Reino Helismaa
Reino Helismaa, cunoscut ca Reino Helenius, Reino Vihtori Helismaa, Reino Vihtori Helenius sau  Rauni Kouta, (n. 12 iulie 1913, Helsingfors, Imperiul Rus – d. 21 ianuarie 1965, Helsingfors, Finlanda) a fost un actor, cântăreț și textier finlandez.